# Accidente del Cessna 402 de Pacífica de Aviación
El accidente del Cessna 402 fue un accidente aéreo que tuvo el lugar a las 17:30 horas del 8 de enero de 2025. El avión siniestrado, un Cessna 402 perteneciente a la empresa Pacífica de Aviación, había despegado de la ciudad de Juradó, Chocó. Su destino era el Aeropuerto Olaya Herrera, situado en Medellín, realizando un vuelo de transporte de pasajeros.

## Siniestro
El hecho ocurrió cuando la aeronave excedió la velocidad máxima permitida durante el vuelo y se estrelló contra el cerro El Burro, en la zona rural de Urrao, a pocos minutos de aterrizar en el aeropuerto de Medellín. En el accidente fallecieron ocho personas: seis pasajeros, entre ellos tres menores de edad, además del piloto y el copiloto de la empresa operadora. La Aerocivil confirmó el siniestro, y el 10 de enero fueron hallados los restos de la aeronave y los cuerpos de sus ocupantes por parte de la Fuerza Aérea Colombiana y el Cuerpo Técnico de Investigación, entidad que inicialmente había reportado la desaparición de la avioneta al momento del accidente.